# Tegra APX 2600
Tegra APX 2600 — третье поколение однокристалльной системы Tegra, спроектированной компанией NVIDIA и предназначенной для смартфонов и планшетов. Анонс чипа прошёл на выставке Mobile World Congress 16 февраля 2009 года совместно с директором по развитию мобильных платформ Google Энди Рубином. При проектировании чипа NVIDIA сотрудничала с поисковой корпорацией и консорциумом Open Handset Alliance для оптимизации чипа под нужды операционной системы Android. Согласно планам NVIDIA, первыми Android-устройствами, использующими Tegra APX 2600, должны были стать смартфоны IAC S2 и Yulong N8. Впрочем, несмотря на ориентированность чипа для выпуска Android-устройств, Tegra APX 2600 применялась компанией Microsoft в плеере Zune HD, использующем свою систему.